# Wen Hu
En aquest nom xinès, el cognom és Wen.
Wen Hu (mort el 291 EC) va ser un general militar de Cao Wei durant el període dels Tres Regnes de la història xinesa. Wen Hu era un fill de Wen Qin. Wen Hu es va unir al seu pare quan ell va auxiliar a Zhuge Dan en rebel·lant-se contra el regent de Cao Wei, Sima Zhao. Quan Wen Qin va ser mort per reprendre a Zhuge Dan, Wen Hu es va enfilar pels murs i es va rendir a les forces de Sima Zhao.

## Família
- Pare: Wen Qin
- Germà: Wen Yang